# Rugby Viadana 2005-2006

## Super 10 2005-06

### Stagione regolare
| Incontro                  | Andata | Ritorno |
| ------------------------- | ------ | ------- |
| Viadana — L’Aquila        | 32-14  | 9-14    |
| GRAN Parma — Viadana      | 36-42  | 9-13    |
| Viadana — Calvisano       | 33-10  | 20-36   |
| Benetton — Viadana        | 20-14  | 21-14   |
| Viadana — Petrarca        | 31-33  | 30-11   |
| Viadana — Rovigo          | 54-31  | 37-27   |
| Amatori Catania — Viadana | 8-21   | 20-15   |
| Viadana — Veneziamestre   | 36-13  | 23-18   |
| Parma — Viadana           | 25-19  | 20-44   |

#### Risultati della stagione regolare
| Posizione | G  | V  | N | P | PF  | PS  | DP   | B  | Pt |
| --------- | -- | -- | - | - | --- | --- | ---- | -- | -- |
| 5ª        | 18 | 11 | 0 | 7 | 487 | 366 | +121 | 12 | 56 |

### Spareggio per l'European Challenge Cup 2006-07
| Incontro                  | Risultato |
| ------------------------- | --------- |
| Viadana — Amatori Catania | 34-19     |

## Coppa Italia 2005-06

### Prima fase

#### Girone C
| Incontro             | Risultato |
| -------------------- | --------- |
| GRAN Parma — Viadana | 43-41     |
| Viadana — Parma      | 29-11     |
| Viadana — Rovigo     | 8-12      |

#### Risultati del girone C
| Posizione | G | V | N | P | PF | PS | DP  | B | Pt |
| --------- | - | - | - | - | -- | -- | --- | - | -- |
| 3ª        | 3 | 1 | 0 | 2 | 78 | 66 | +12 | 4 | 8  |

## European Challenge Cup 2005-06

### Prima fase

#### Girone 1
| Incontro              | Andata | Ritorno |
| --------------------- | ------ | ------- |
| Northampton — Viadana | 47-25  | 20-0    |
| Viadana — Narbonne    | 14-20  | 14-29   |
| Viadana — Bristol     | 23-39  | 5-89    |

#### Risultati del girone 1
| Posizione | G | V | N | P | PF | PS  | DP   | B | Pt |
| --------- | - | - | - | - | -- | --- | ---- | - | -- |
| 4ª        | 6 | 0 | 0 | 6 | 81 | 224 | -163 | 1 | 1  |

## Verdetti
- Viadana qualificato alla European Challenge Cup 2006-2007.